# Nidarosdom
| Nidarosdom       | Nidarosdom                                                                                        |
| ---------------- | ------------------------------------------------------------------------------------------------- |
| Westportal       |                                                                                                   |
| Adresse          | Trondheim, Bispegata 11                                                                           |
| Konfession       | evangelisch-lutherisch                                                                            |
| Gemeinde         | Pfarrgemeinde Trondheim                                                                           |
| Aktuelle Nutzung | Bischofskirche des Bistums Trondheim, Kirche der Vorsitzenden der norwegischen Bischofskonferenz. |
| Gebäude          |                                                                                                   |
| Baujahr(e)       | 1090 erste Steinkirche, 1152–1320 Großbau, ab 1869 bis 2001 Restaurierung                         |
| Stil             | Neogotik und Romanik                                                                              |

Der Nidarosdom in Trondheim (alter Name der Stadt: Nidaros) gehört zu den bedeutendsten Kirchen in Norwegen, er gilt als Nationalheiligtum. Er war seit 1152 die Kathedrale der norwegischen Metropoliten. Weil hier der Schrein von Olaf dem Heiligen hinter dem Hochaltar stand, trug der Dom auch den Beinamen „Herz Norwegens“. Nach der Reformation wurde er zur Kathedrale der evangelisch-lutherischen Bischöfe des Bistums Nidaros. Seit 2011 ist er außerdem Sitz des neugeschaffenen Amtes der Vorsitzenden der norwegischen Bischofskonferenz.
Im Mittelalter und von 1818 bis 1906 war der Nidarosdom die Krönungsstätte der norwegischen Könige. Hier wurden sieben Könige gekrönt und zehn begraben.
Südlich an den Nidarosdom schließt sich der Erzbischöfliche Palast an.

## Geschichte

### Vorläufer
Der Dom wurde auf der Grabstätte des Königs Olav Haraldsson errichtet, der 1030 in der Schlacht von Stiklestad fiel. Als er ein Jahr nach seinem Tod heiliggesprochen wurde, setzte ein Pilgerstrom zu seinem Grab ein. Kurz darauf, unter Magnus dem Guten, wurde über der Grabstätte eine kleine Holzkapelle errichtet.
König Olav III. „der Ruhige“ ließ 1070 die Kapelle durch eine steinerne Kirche ersetzen, die 1090 fertiggestellt wurde.

### Die Kathedrale

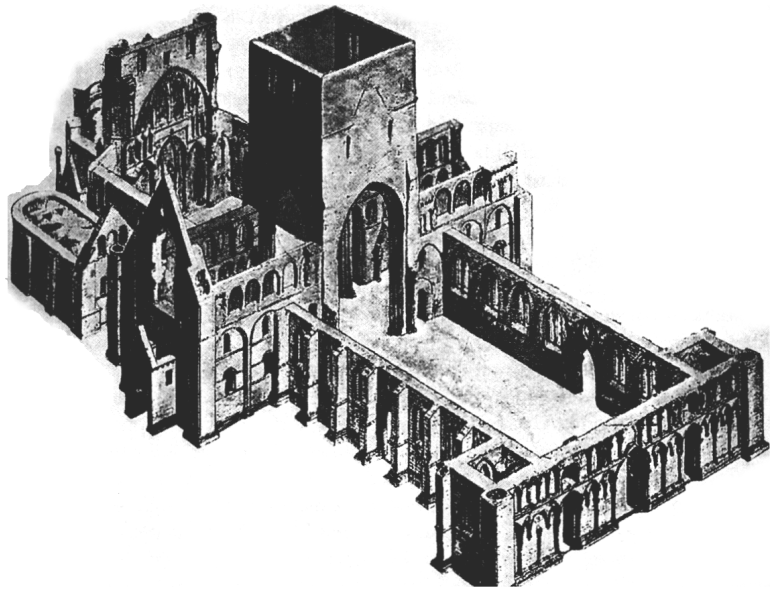
Das erhaltene mittelalterliche Mauerwerk, nach einer Zeichnung von J. Mathiesen

1152 machte man sich daran, eine große Kathedrale nach westeuropäischem Vorbild als Sitz des norwegischen Erzbischofs zu errichten, zunächst im anglo-normannischen Stil, dann in einem romanisch-gotischen Übergangsstil. Große Fortschritte machte der Bau unter Erzbischof Øystein Erlendsson (Amtszeit 1157/61–1188). Nach seiner Rückkehr von einer Englandreise wurde 1185 am östlichen Ende des Chors die achteckige Kapelle (das „Oktogon“) für den Olavsschrein errichtet. Erzbischof Sigurd Eindridesson (Amtszeit 1231–1252) legte 1248 den Grundstein für die zweitürmige Westfront. 1320 war die Kathedrale im Wesentlichen vollendet.

### Brände und Konflikte

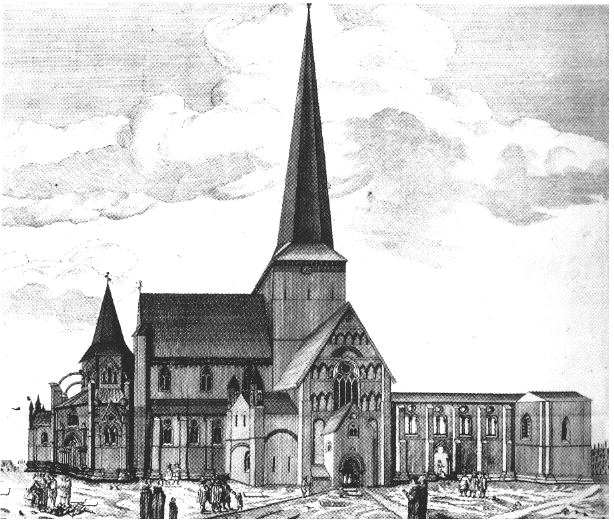
Ansicht von Norden, 1661

Durch mehrere Brände in den Jahren 1328, 1432 und 1531 wurde die Kirche schwer beschädigt. Noch um 1520 ließ Erzbischof Erik Valkendorf wesentliche Reparaturen durchführen. Aber nach dem Brand von 1531 verzögerte eine politische Krise den Wiederaufbau, bei der drei Konflikte miteinander verquickt waren. Es ging um das Maß norwegischer Selbstständigkeit in der Personalunion mit Dänemark, um einen dänischen Thronstreit und um die Einführung der Reformation. 1537 wurde Norwegen evangelisch, und Erzbischof Olav Engelbrektsson ging ins Exil.

### Der verkleinerte Dom

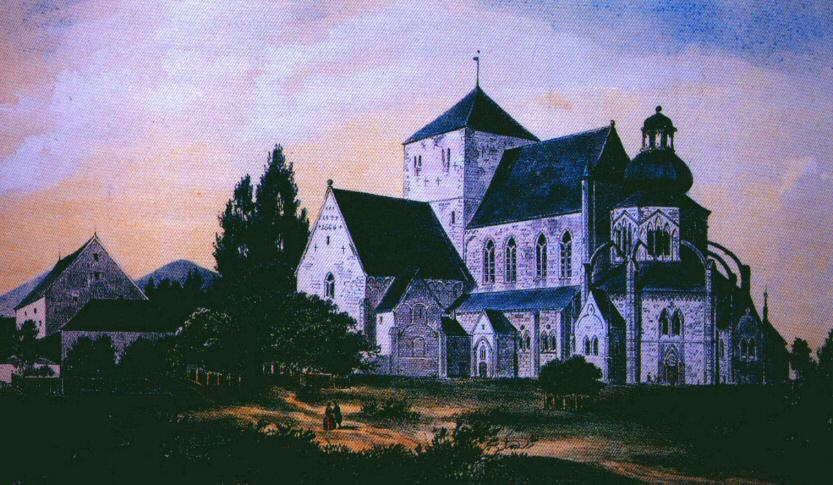
Ansicht von Südosten, um 1830

Beim Wiederaufbau ab 1537 wurde der Innenraum verkleinert, am Westrand von Querschiff und Vierung wurde eine Trennwand eingezogen. Westlich davon wurde das Gebäude nicht wiederhergestellt. Nur die Turmstümpfe und die Außenwände erhielten Notdächer. Im östlichen Teil erhielt der Langchor eine flache Decke. Der Vierungsturm wurde mit einem hohen spitzen Turmhelm auf eine Höhe von 110 m gebracht.
150 Jahre später, 1689, zerstörte ein Sturm den Turmhelm. 1708 brannte die ganze Kirche bis auf die Grundmauern ab. Während des sogleich begonnenen Wiederaufbaus kam es 1719 durch Blitzschlag zu einem erneuten Brand. Bei der anschließenden Reparatur erhielt das Oktogon eine barocke Haube. Erst 1741 wurde die 1708 zerstörte Orgel durch ein prächtiges Barockinstrument ersetzt.

### Zunehmender Verfall und Wiederherstellung
Die Besinnung auf den kulturellen Wert des Nidarosdomes begann 1762 mit Gerhard Schønings Buch Beskrivelse over den tilforn meget prægtige og vidtberømte Dom-Kirke i Trondhjem (Beschreibung der ehemals sehr prächtigen und weithin berühmten Dom-Kirche in Trondheim). In den 1820er Jahren schuf der Maler Johan Christian Clausen Dahl mehrere Abbildungen des ehrwürdigen Gebäudes. Im Jahre 1833 wurden Schäden am Oktogon entdeckt.

#### Heinrich Ernst Schirmer

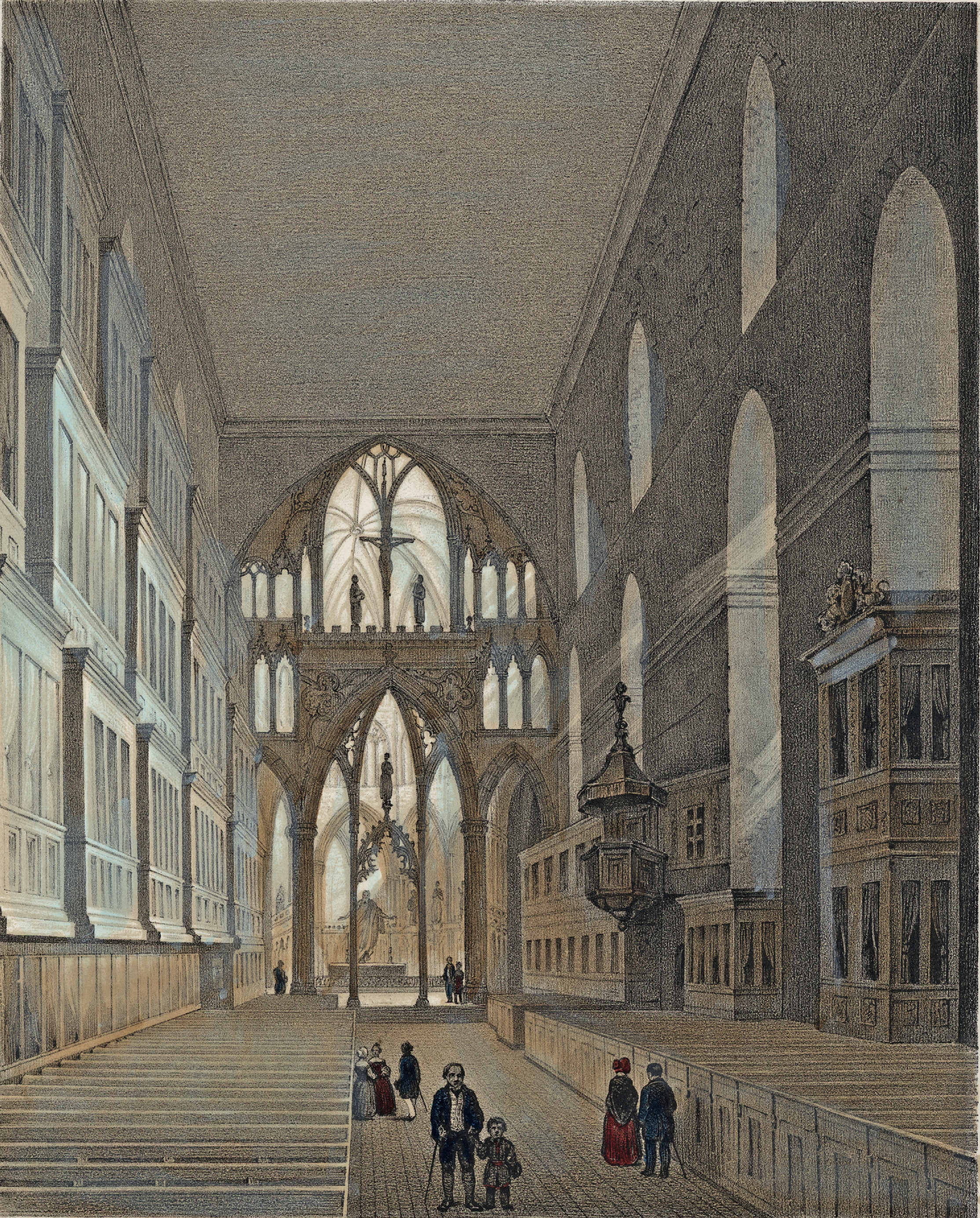
Chorraum mit Blick zum Oktogon, 1848

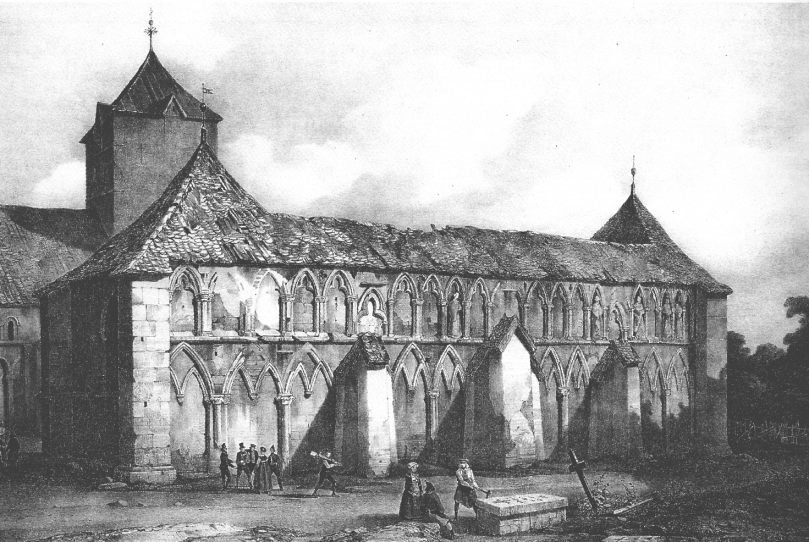
Ansicht von Westen, 1839

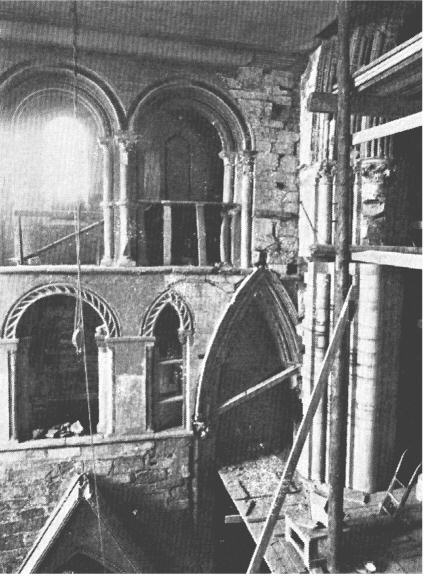
Risse im Seitenschiff durch abgesackten Vierungspfeiler um 1890

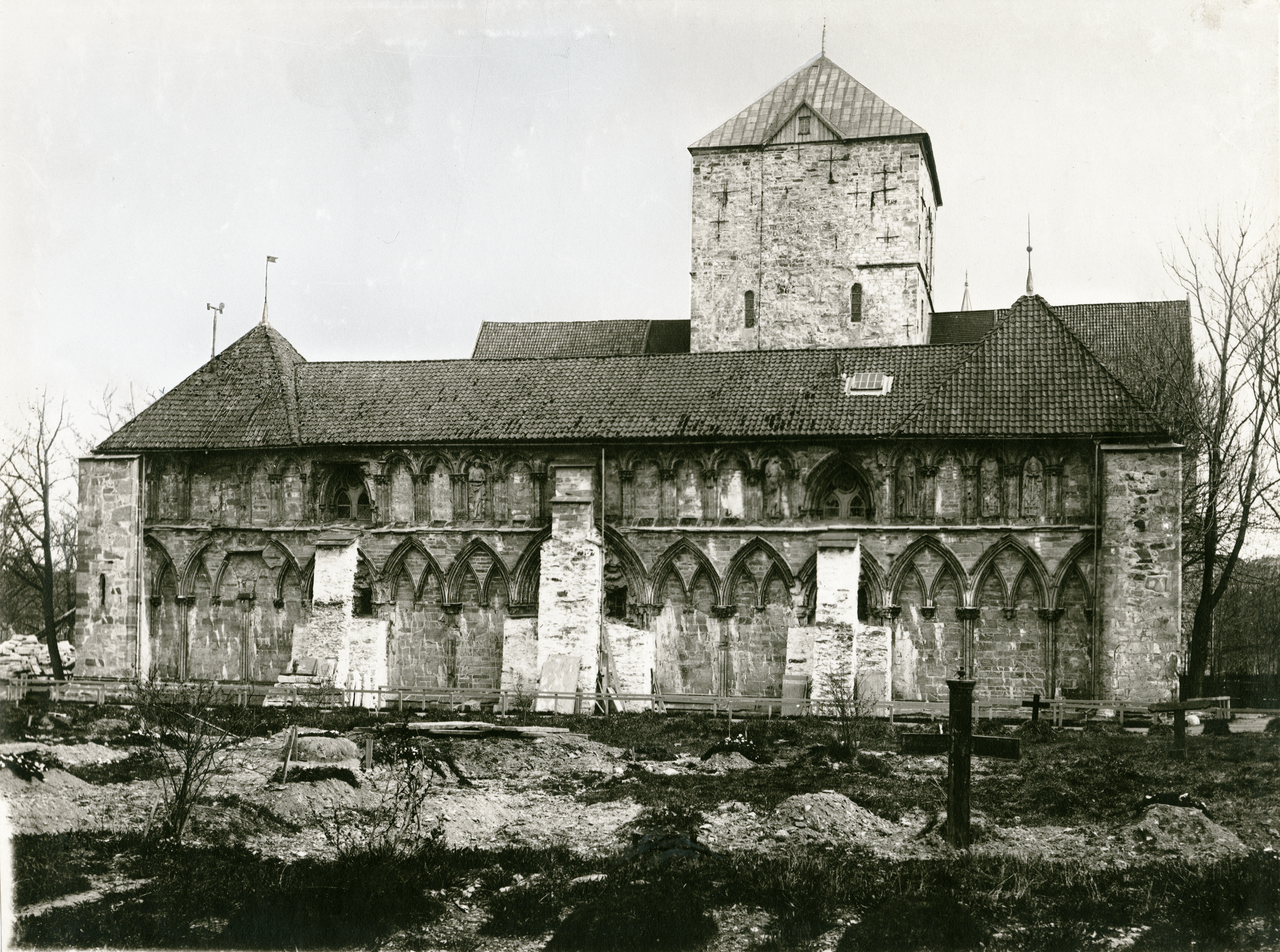
Westfassade vor dem Wiederaufbau

1840 zeigte ein Pfeiler des Doms Veränderungen, die einen baldigen Einsturz befürchten ließen. Nun suchte das Kirchenministerium (Kirkedepartementet) dringend nach einer Lösung, um den Verfall zu stoppen. Der damals 27-jährige deutsche Architekt Heinrich Ernst Schirmer wurde um 1841 beauftragt, Untersuchungen und Studien zur Restaurierung und Wiederherstellung des Nidarosdoms durchzuführen. Gleichzeitig erforschte der Historiker Peter Andreas Munch die Baugeschichte. Schirmers erste Wiederaufbaupläne wurden zunächst aus Kostengründen verworfen, aber durch sein starkes Engagement für das Projekt und den fortgesetzten Verfall des Bauwerkes gewann das Thema in den nächsten Jahrzehnten in Norwegen stark an Popularität.
1859 präsentierte Schirmer zusammen mit Munch in Ausstellungen mehrere Schautafeln mit Plänen zum Wiederaufbau der Kathedrale und stieß auf große Aufmerksamkeit. So wurde 1869 die Dombauhütte (heute Nidaros Domkirkes Restaureringsarbeider, kurz NDR) gegründet und mit dem Wiederaufbau des Domes begonnen. Allerdings trafen Schirmers künstlerische Pläne auf heftige Kritik von Befürwortern eines archäologischen Wiederaufbaues. Da fast alle historischen Vorlagen fehlten, beruhte die Rekonstruktion zum großen Teil auf Spekulationen.

#### Christian Christie

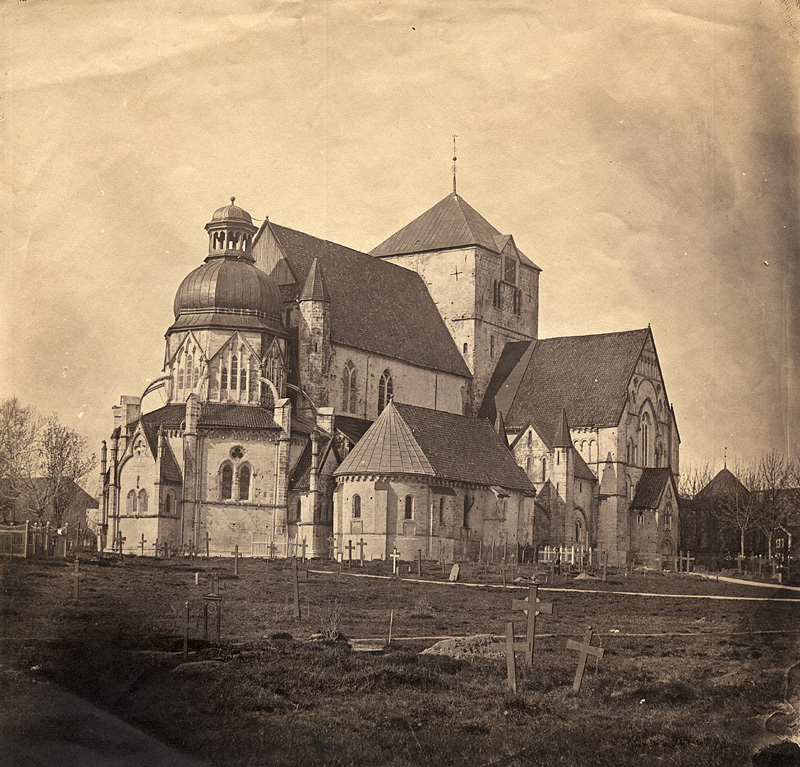
Ansicht von Nordosten, 1857

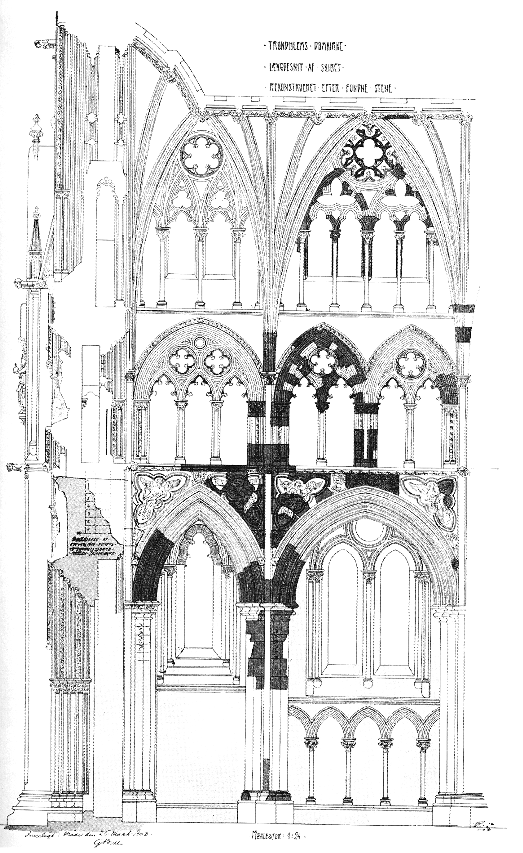
Rekonstruktion einer Innenwand, Zeichnung von Christie, um 1903

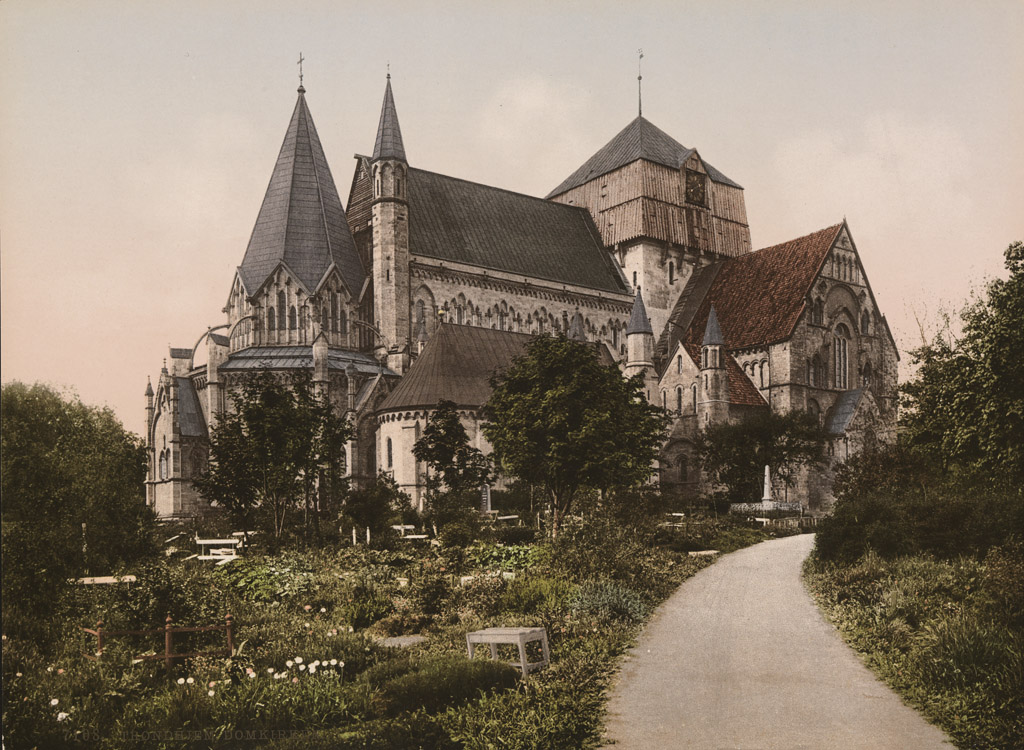
Ansicht von Nordosten mit neuem Oktogon-Dach, 1890er Jahre

Bereits 1872 wurde Schirmer durch den Dombaumeister Christian Christie ersetzt, der den Bau bis zu seinem Tod 1906 leitete. Durch Christies Einsatz versprach man sich beim Wiederaufbau Besserung, dennoch wurde der Dom nach dem Konzept seines Vorgängers Schirmer weiter rekonstruiert. Unter Christies Regie und Hauptverantwortung wurden in dieser Zeit die Restaurierung des Chores und des Oktogons vorangetrieben, und mit der Wiedererrichtung des westlichen Kirchenschiffs begonnen. Die westlichen Ecktürme wurden noch nicht berücksichtigt. Er verfasste einige Vorstudien zum Wiederaufbau des Nidarosdomes im Stil der Gotik, die auch zum Teil zur Ausführung kamen. Christie überprüfte außerdem gründlich die Verwendbarkeit von verfügbarem archäologischem Material, um den Bau im Gegensatz zu seinem Vorgänger dem historischen Original anzunähern und die Kirche auf einer soliden Basis zu rekonstruieren. Dabei war sein Hauptziel, den Nidarosdom wieder in seine ursprüngliche gotische und romanische Form zu bringen. Er ließ systematisch alle neueren Ergänzungen einschließlich der barocken Haube des Oktogons entfernen. Christies sorgfältige und präzise Arbeit beim Wiederaufbau erhielt seinerzeit breite Anerkennung in Fachkreisen, auch wenn nach heutigen Maßstäben seine Herangehensweise als unsensibel und etwas grob angesehen wird.
Trotzdem blieb die Rekonstruktion des Nidarosdomes unter Christie auch in seiner Zeit nicht ohne Kritik, da ihm ebenso wie Schirmer zuverlässige Quellen und archäologisches Material fehlten. Christie orientierte sich beim Wiederaufbau an den Thesen des französischen Architekten Eugène Viollet-le-Duc und des Briten George Gilbert Scott. Diese vertraten das Prinzip der stilistischen Einheit, das schon zur Zeit Christies kritisiert wurde, denn die so „restaurierten“ Bauten konnten in einem Zustand enden, den sie vorher nie hatten. Beim Nidarosdom bedeutete dies die Vernichtung von wertvollen architektonischen Teilen aus dem 16., 17. und frühen 19. Jahrhundert, die nach Christies Meinung stilistisch nicht zum Wiederaufbau passten.
Kurz nach der Rekonstruktion und Fertigstellung des Hauptturmes 1903 gab es erneut kritische Stimmen zu Christies Wirken als Dombaumeister. Dabei wurde insbesondere kritisiert, dass, basierend auf seinen architektonischen Überlegungen, unter anderem die Höhe des Kirchturms zu niedrig rekonstruiert war und er sich in der Ausführung nicht genügend an archäologische Zeugnisse hielt. Nach seinen Plänen wurde 1901 auch das neue charakteristische Kupferhelmdach auf dem Hauptturm des Doms errichtet, ebenfalls ohne entsprechende historische Grundlagen. Christie entwickelte auch die Baupläne für die Neuerrichtung der Westfront des Doms. Nach seinem Tod wurden sie jedoch verworfen. Wegen der zunehmenden Kritik an seinem Vorgehen sollte er bereits 1905 als Dombaumeister entlassen werden. Die Debatten zogen sich jedoch in die Länge und es kam zu keiner Entscheidung. Christie konnte dadurch noch bis zu seinem Tod 1906 die Restaurierungsarbeiten an der Kathedrale fortführen.

#### 20. Jahrhundert

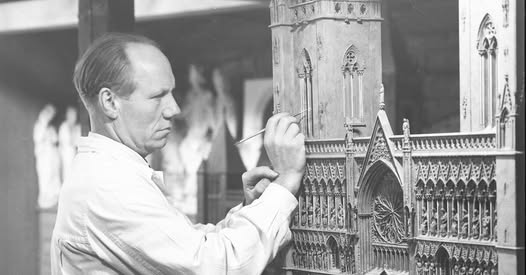
Helge Thiis vor seinem Modell des Nidarosdoms, um 1930

Danach leitete der norwegische Architekt Henrik Bull (1864–1953) und von 1909 bis 1925 Olaf Brochmann Nordhagen (1883–1925) den Wiederaufbau. Im Konflikt zwischen Nordhagens Konzept und der Architekturtheorie des Historikers Fredrik Macody Lund (1863–1943) wurde eine internationale Kommission berufen, die sich einstimmig zugunsten Nordhagens aussprach. 1930 übernahm der in Trondheim geborene Architekt Helge Thiis (1897–1972) die Leitung der Domrekonstruktion. Seine Pläne für die westliche Turmfront wurden 1949 vom Storting gebilligt. Die Türme wurden 1964 und 1968 vollendet. Bis heute sind rund 30 Handwerker werktäglich außen und im Inneren mit Arbeiten befasst.

## Bauwerksbeschreibung

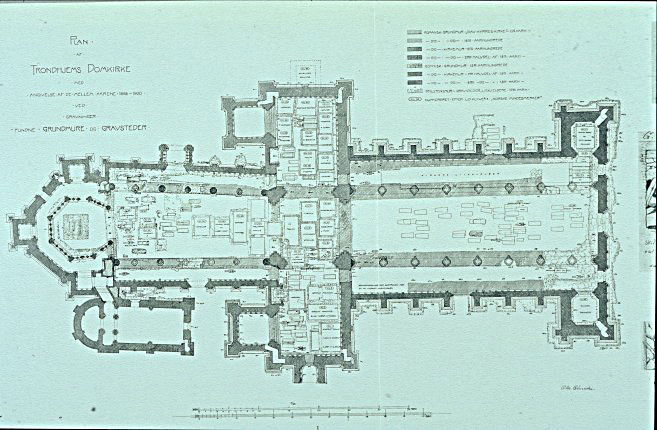
Grundriss des Nidarosdoms

Der gesamte Baukörper besitzt die Abmessungen 102 Meter lang, 50 Meter breit (unter Einbeziehung des Querschiffes) und ist in der Gewölbespitze 21 Meter hoch. Er gliedert sich in das gotische Langschiff mit den Türmen (Bauzeit 1140–1180 und 1220–1240; 1328 repariert), in das romanische Querschiff mit Kapelle (Bauzeit 1140–1180), die Sakristei (ein nördlicher Anbau aus der Zeit 1170–1180), das Oktogon (Bauzeit 1183–1210) und das Hauptschiff mit der Westfront (Bauzeit 1248–1320).
Über dem Kathedralenbau erheben sich drei Türme, zwei zwillingsartige über dem Westchor und einer mittig über der Vierung. Baumaterial ist in der Hauptsache Speckstein.
Sechs Portale ermöglichen den Zugang zum Dom.
In der Unterkirche gibt es drei Kapellen, die normalerweise nicht für Besucher zugänglich sind. Dies sind die Marienkapelle, die Olafskapelle und die Michaelkapelle.

### Fassaden

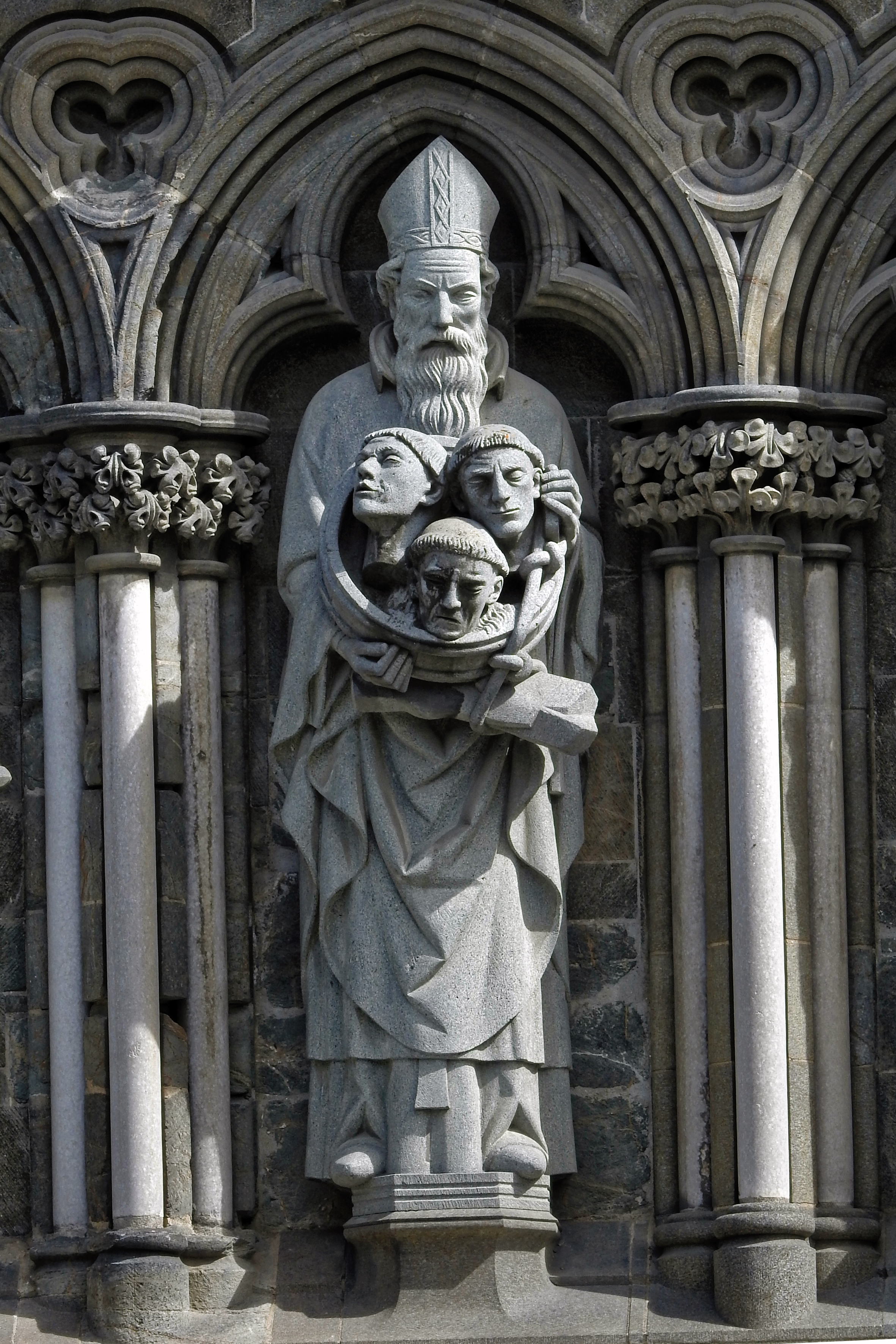
Bischof Sigurd, für den der Dichter Aasmund Olavsson Vinje Modell stand, mit den Köpfen seiner drei Neffen, die die Gesichter der Architekten Gudolf Blakstad, Herman Munthe-Kaas und Helge Thiis tragen (Gestaltet von Dyre Vaa).

Das Material der Schmuckfassaden ist Speckstein. Als Schauseite der Kathedrale gilt die Westfassade im Stil der Hochgotik nach englischen Vorbildern wie der Westminster Abbey.  Die Neugestaltung ab 1929 erfolgte als Kassettenfassade mit 57 Statuen, die Personen und Geschichten aus dem Alten Testament künstlerisch darstellen. Von den ehemals wohl 40 schmückenden Statuen waren im 19. Jahrhundert nur noch fünf erhalten. Eine Rekonstruktion anhand archäologischer Funde war also nicht mehr möglich, vielmehr war eine „künstlerische Aufgabe im Geiste der Gotik“ zu leisten.
„Eine der Figuren zu erschaffen dauerte 18 Monate. Sie basieren teils auf Originalvorgaben, teils auf Phantasie und stellen biblische und geschichtliche Personen dar. Bekannte Bildhauer schufen die Werke, unter ihnen auch Gustav Vigeland und Dyre Vaa. […] Da man annahm, dass die mittelalterlichen Originalfiguren oft nach lebenden Vorbildern modelliert wurden, übernahm man teilweise diese Methode.“ Z. B. dienten die Gesichter von Helge Thiis, Gudolf Blakstad und Herman Munthe-Kaas als Modelle für die Neffen von Bischof Sigurd. Die Herstellung der Skulpturen der Westfassade, die teilweise nach Vorlagen von Thiis gestaltet wurden, dauerte bis 1983.

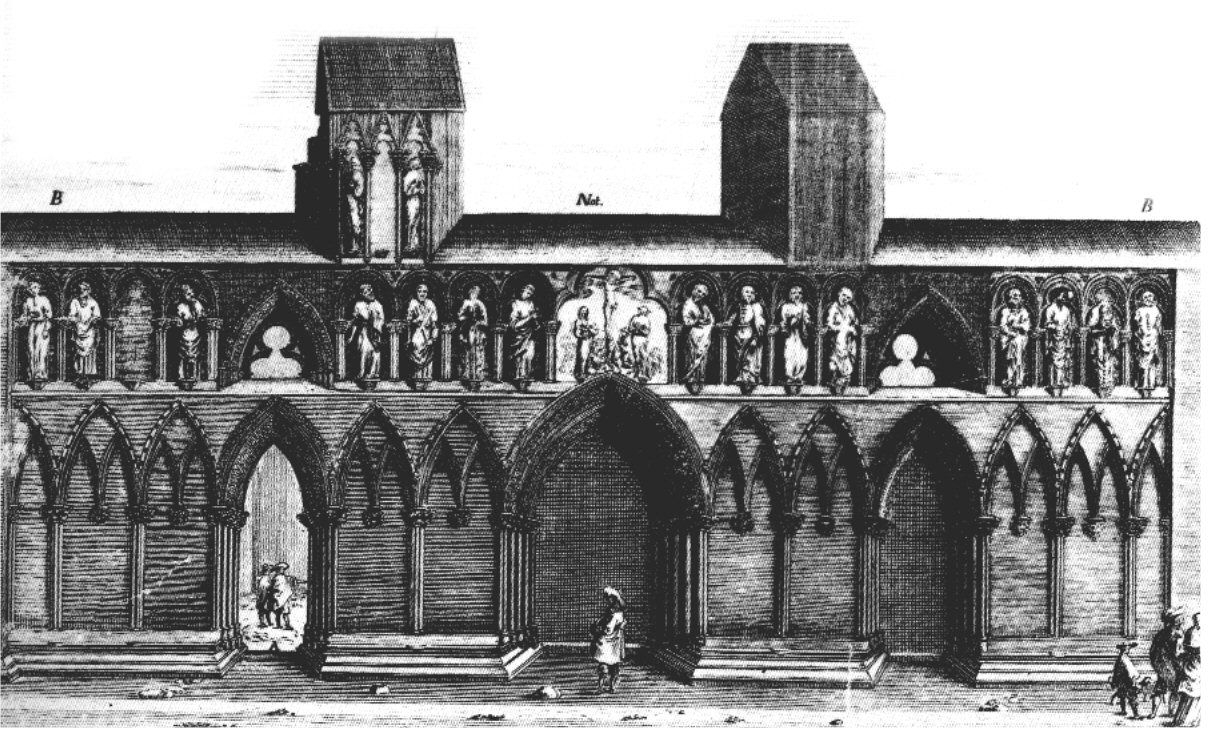
Die Westfassade, 1661
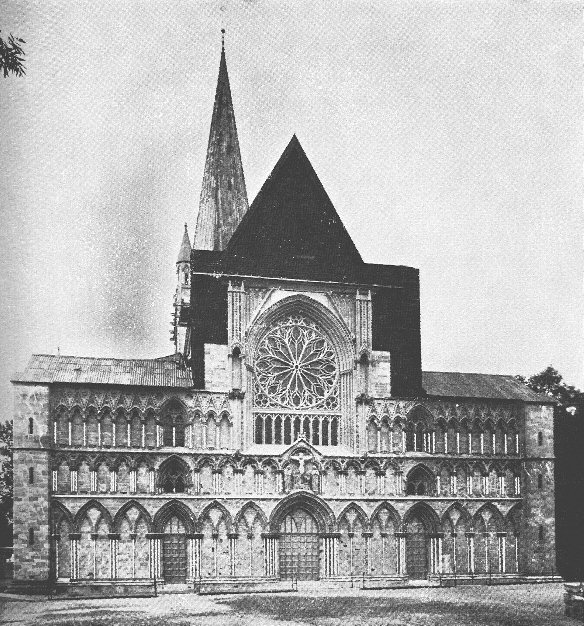
Die Westfassade, 1930
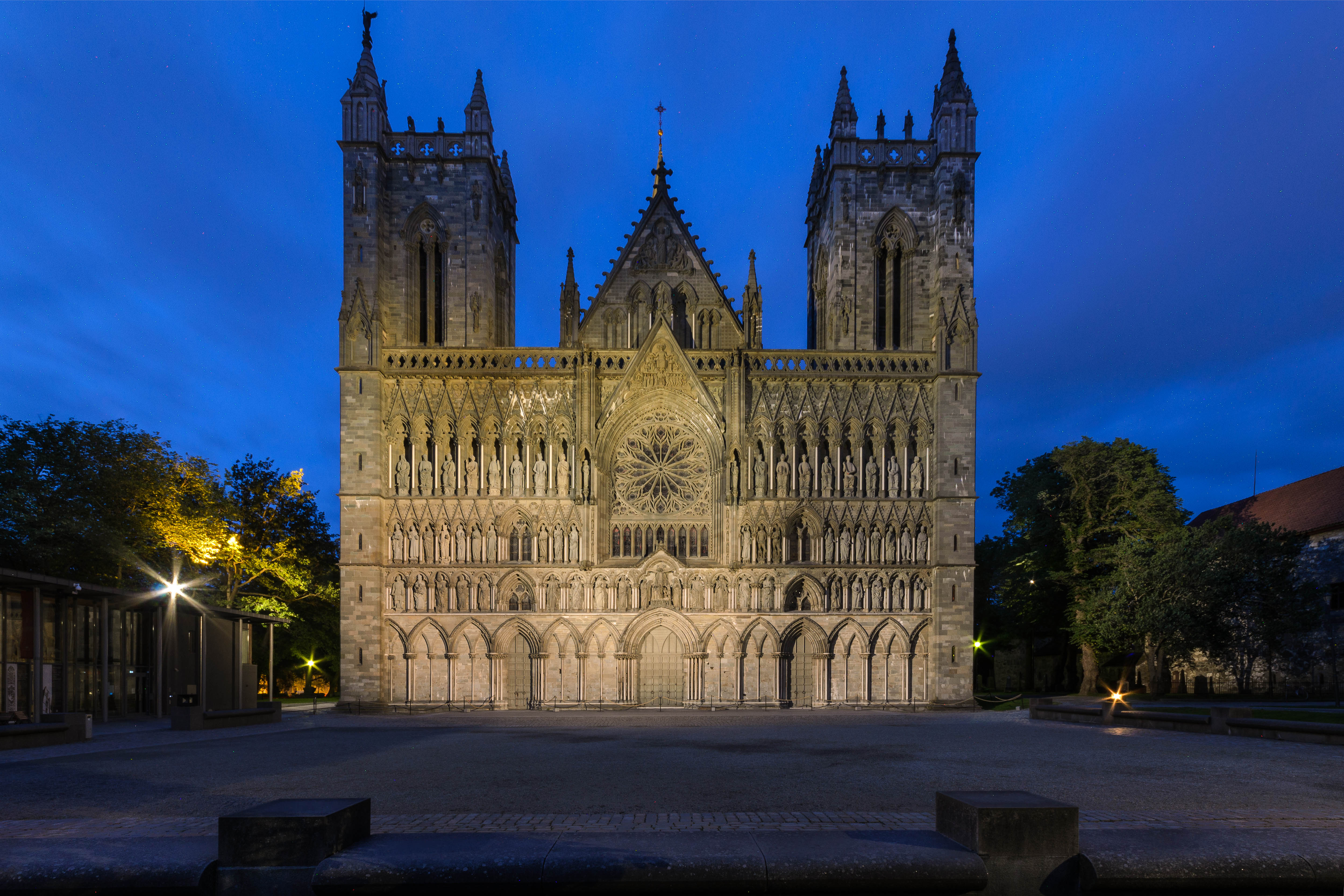
Die Westfassade, 2013

### Innengestaltung und Ausstattung

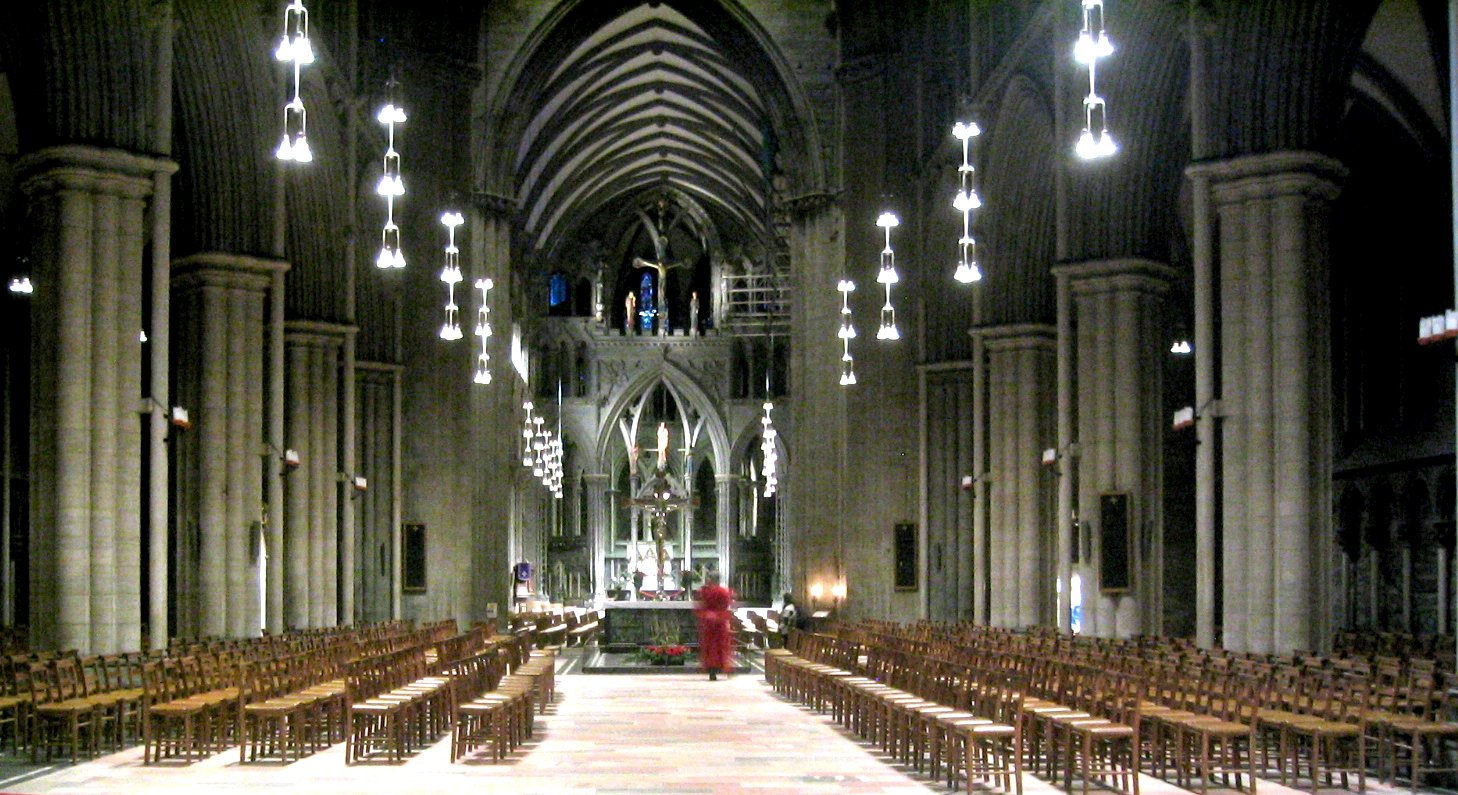
Innenansicht des Hauptschiffs, 2005

Die Kreuzrippengewölbe der Kirchenschiffe entstanden allesamt bei der Rekonstruktion des Gebäudes.
Das Oktogon an der Ostseite des Doms ist seit dem 12. Jahrhundert nahezu unverändert erhalten und gilt als authentischster Teil des Nidarosdoms. Es wird im Inneren von Schmuckarkaden ohne tragende Funktion gebildet und enthält Reliefs und steinerne Figuren in sehr naturalistischem Stil. Für die Musikgeschichte bedeutend ist eine Skulptur am Oktogon aus dem zweiten Viertel des 14. Jahrhunderts, die einen Musiker mit einer Art Talharpa (Streichleier) zeigt. In dieser Apsis (Außendurchmesser 18 Meter, Innendurchmesser 10 Meter) wurde der Schrein des Königs Olav Haraldsson, des Heiligen Olaf, aufbewahrt.
Im Inneren der Kirche befinden sich ferner eine Kanzel aus dem Jahr 1890, zwei Taufbecken, eins aus dem Jahr 1728 von Jon Jensen, das zweite aus dem Jahr 1905 von Gustav Vigeland, sowie ein Altarbild.
Die Glasmalereien fertigten Gabriel Kielland (1908–1934) und Oddmund Kristiansen (1950–1985), inspiriert von französischen Vorbildern wie der Kathedrale von Chartres. Sie stellen unter anderem die Sage von König Olav Haraldsson und Bibelszenen dar. Es war bei der Rekonstruktion umstritten, ob in die Giebel Farbfenster eingesetzt werden sollten und wie die Westfront insgesamt gestaltet werden sollte. Nach einem Kunstwettbewerb billigte das norwegische Parlament schließlich die Umsetzung der neuen Gestaltungspläne.

## Orgeln
Im Dom befinden sich drei Orgeln: Ein weitgehend original erhaltenes Instrument aus dem Jahre 1741 im nördlichen Querschiff, die Hauptorgel aus dem Jahre 1930 im Westteil, und eine Chororgel aus dem Jahre 2015 im Hochchor.

### Wagner-Orgel von 1741

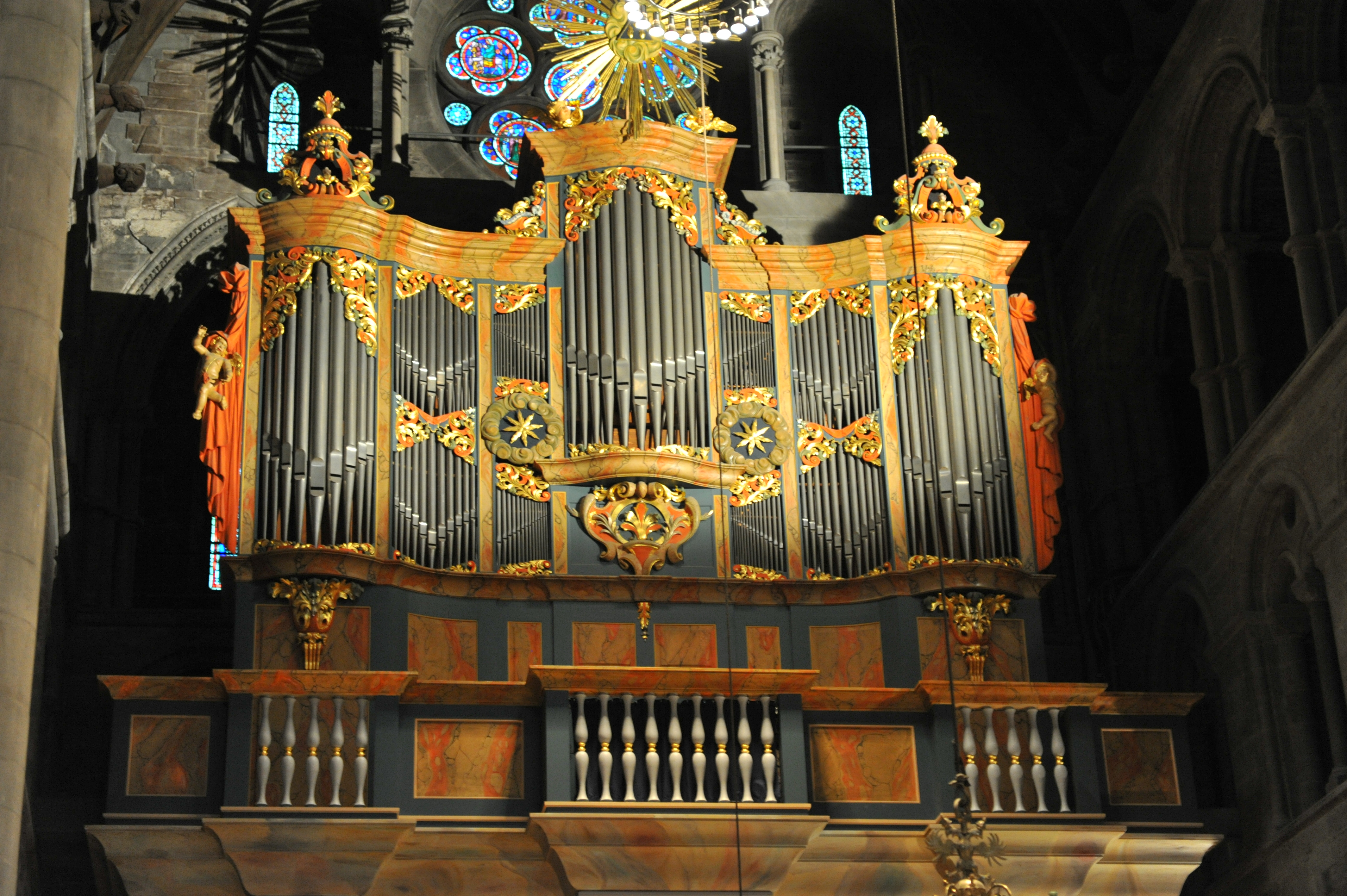
Orgel von 1741

Die älteste Orgel wurde 1741 von dem Berliner Orgelbauer Joachim Wagner hergestellt und von seinem Schüler Johann Peter Migendt im nördlichen Querschiff eingebaut. 1812 wurde die Pedalmixtur durch ein Bordun 8′ ersetzt. Claus Jensen ergänzte 1860/1861 ein Récit auf einem dritten Manual mit sechs Registern, ersetzte 1879 drei Stimmen und ergänzte 1885 ein Fagott 8′. 1930 wurde eine neue Steinmeyer-Orgel hinter dem historischen Prospekt aufgestellt und 1960 die gesamte Orgelanlage auf die Westempore umgesetzt. Ein Großteil des historischen Pfeifenmaterials wurde eingelagert und blieb auf diese Weise erhalten. 1994 rekonstruierte Jürgen Ahrend die barocke Orgel in der ursprünglichen Disposition im nördlichen Querschiff und restaurierte das Werk umfassend. Das weitgehend original erhaltene Instrument verfügt über 30 Register auf zwei Manualen und Pedal.
| I Hauptwerk CD–c3 |            |     |
| 1.                | Bordun     | 16′ |
| 2.                | Principal  | 08′ |
| 3.                | Rohrflöte  | 08′ |
| 4.                | Octav      | 04′ |
| 5.                | Spitzflöte | 04′ |
| 6.                | Quinta     | 03′ |
| 7.                | Octav      | 02′ |
| 8.                | Waldflöte  | 02′ |
| 9.                | Cornet III |     |
| 10.               | Scharff V0 |     |
| 11.               | Mixtur III |     |
| 12.               | Trompet    | 08′ |

| II Oberwerk CD–c3 |              |        |
| 13.               | Gedackt      | 8′     |
| 14.               | Quintadena   | 8′     |
| 15.               | Principal    | 4′     |
| 16.               | Rohrflöte    | 4′     |
| 17.               | Nasat        | 3′     |
| 18.               | Octav        | 2′     |
| 19.               | Tertia       | 1 3⁄5′ |
| 20.               | Quinta       | 1 ⁄2′  |
| 21.               | Mixtur IV    |        |
| 22.               | Vox humana 0 | 8′     |

| Pedalwerk CD–d1 |            |     |
| 23.             | Subbas     | 16′ |
| 24.             | Principal  | 08′ |
| 25.             | Quinta     | 06′ |
| 26.             | Octav      | 04′ |
| 27.             | Mixtur V   |     |
| 28.             | Posaune    | 16′ |
| 29.             | Trompete 0 | 08′ |
| 30.             | Cleron     | 04′ |

- Koppeln: II/I
- Spielhilfen: drei Sperrventile, Tremulant, Schwebung, Zimbelstern/Sonne, Calkantenglocke

### Steinmeyer-Orgel von 1930

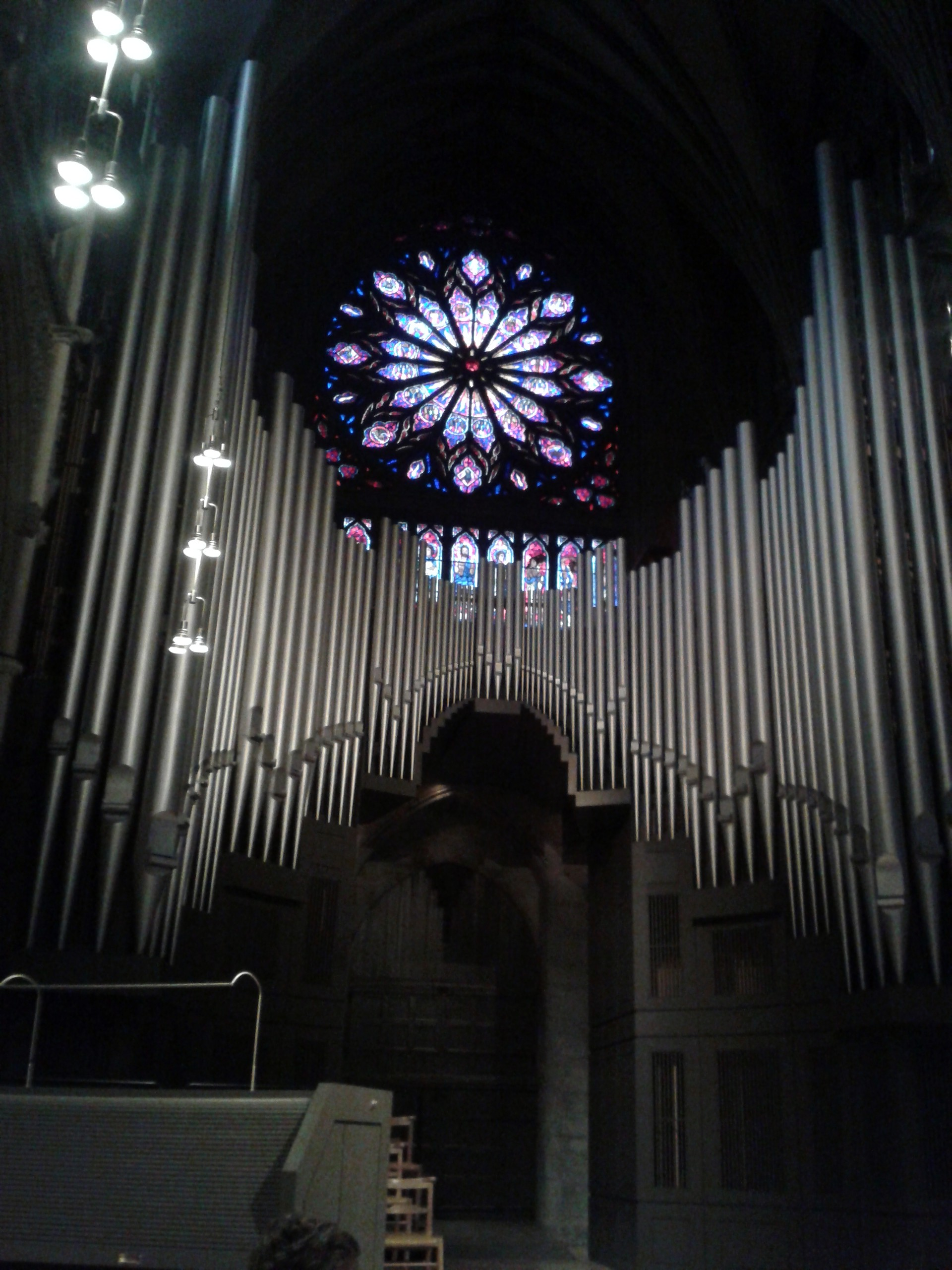
Steinmeyer-Orgel

Die Hauptorgel stammt von der Firma Steinmeyer; das Instrument wurde 1930 anlässlich der 900-Jahr-Feier der Schlacht von Stiklestad ursprünglich im nördlichen Querschiff eingebaut, welches die Orgel auch komplett ausfüllte; in der Vierung des Doms stand der fahrbare Spieltisch der Orgel. Das Rückpositiv ragte zunächst ins Mittelschiff hinein; aus optischen Gründen wurde das Rückpositiv nach hinten in die Orgel verlegt.
1960 wurde das Instrument in den nun wieder aufgebauten Westteil der Kirche umgesetzt. In diesem Zuge wurde das Instrument auch massiv verändert, entsprechend den gewandelten (nun neobarocken) Stil-Idealen der damaligen Zeit; u. a. wurde das Schwellwerk des III. Manuals als eigenständige, zweimanualige Chororgel im Hochchor verwendet; etliche nicht mehr dem damaligen Zeitgeschmack entsprechende (16′- und 8′-)Register wurden im benachbarten Bischofssitz eingelagert, wo sie teilweise später einem Brand zu Opfer fielen. Das Schwellwerk des II. Manuals wurde ausgegliedert und vor der Westwand im nördlichen Querschiff aufgestellt. 1994 wurde dann im Rahmen der Restaurierung bzw. Rekonstruktion der Wagner-Orgel die historische Gehäusefront von der Steinmeyer-Orgel entfernt.
2012 bis 2014 wurde das Instrument durch Orgelbau Kuhn AG wieder auf die ursprüngliche Disposition von 1930 zurückgeführt, wobei 17 Register rekonstruktiv ergänzt oder neu gebaut werden mussten. Auch der neue viermanualige Spieltisch ist trotz modernster Technik dem historischen Spieltisch von 1930 nachempfunden, es sind z. B. trotz zeitgemäßer Setzeranlage alle historisch vorhandenen Spielhilfen integriert worden. Die Wiedereinweihung fand am 17. Mai 2014 statt – dem Nationalfeiertag Norwegens und gleichzeitig dem 200. Jubiläum der Verfassung von Eidsvoll.
Das Instrument hat 125 klingende Register (darunter 30 Zungenregister), 12 transmittierte Register und zwei Effektregister. Die elektrischen Gebläse und Magazinbälge sind in den Kellerräumen des Doms unterhalb der Orgel eingebaut. Die beiden Schwellwerke (II. und III. Manual) stehen in Bodennähe des Doms. Auf einer Zwischenetage darüber sind die Bälge der einzelnen Teilwerke untergebracht. Auf dem darüber befindlichen Boden ist das Hauptwerk, Rückpositiv und Pedalladen platziert. Im Prospekt stehen auf eigenen Laden die Pfeifen der offenen 32′-Register. Das Solowerk (Hochdruckwerk) befindet sich nahe an der Vierung im südlichen Querschiff; das Fernwerk ist nach wie vor in der Vierungskuppel.
| Pedal C–g1 |                                |         |
| 1.         | Subbourdon                     | 32′     |
| 2.         | Contra Violone                 | 32′     |
| 3.         | Majorbass                      | 16′     |
| 4.         | Principalbass Nr. 1            | 16′     |
|            | Principalbass Nr. 2 (= Nr. 24) | 16′     |
| 5.         | Contra Bass                    | 16′     |
| 6.         | Harmonikabass                  | 16′     |
| 7.         | Subbass                        | 16′     |
|            | Bourdon (= Nr. 25)             | 16′     |
|            | Saliciona (= Nr. 50)           | 16′     |
| 8.         | Quintbass                      | 10 2⁄3′ |
| 9.         | Oktavbass                      | 08′     |
|            | Principal (= Nr. 28)           | 08′     |
| 10.        | Violoncello                    | 08′     |
|            | Dulciana (= Nr. 54)            | 08′     |
| 11.        | Røhrfløite                     | 08′     |
| 12.        | Fløitebass                     | 08′     |
| 13.        | Kvint                          | 05 1⁄3′ |
| 14.        | Oktav                          | 04′     |
| 15.        | Bachflöte                      | 04′     |
| 16.        | Ters                           | 03 1⁄5′ |
| 17.        | Waldflöte                      | 02′     |
| 18.        | Mixtur V                       | 05 1⁄3′ |
| 19.        | Pedalcornet V                  | 02 ⁄3′  |
| 20.        | Contra Bombarde                | 32′     |
| 21.        | Bombarde                       | 16′     |
|            | Basstuba (= Nr. 111)           | 16′     |
|            | Fagot (= Nr. 67)               | 16′     |
|            | Ranket (= Nr. 124)             | 16′     |
| 22.        | Trompet                        | 08′     |
| 23.        | Clarin                         | 04′     |
|            | Chimes                         |         |

| I Hauptwerk C–c4 |                    |         |
| 24.              | Principal          | 16′     |
| 25.              | Bourdon            | 16′     |
| 26.              | Principal Nr. 1    | 08′     |
| 27.              | Principal Nr. 2    | 08′     |
| 28.              | Principal Nr. 3    | 08′     |
| 29.              | Flauto major       | 08′     |
| 30.              | Doppelgedeckt      | 08′     |
| 31.              | Violoncello        | 08′     |
| 32.              | Røhrfløite         | 08′     |
| 33.              | Gemshorn           | 08′     |
| 34.              | Kvint              | 05 1⁄3′ |
| 35.              | Oktav              | 04′     |
| 36.              | Principal          | 04′     |
| 37.              | Fløite             | 04′     |
| 38.              | GrossTers          | 03 1⁄5′ |
| 39.              | Kvint              | 02 ⁄3′  |
| 40.              | Superoktav         | 02′     |
| 41.              | Ters               | 01 3⁄5′ |
| 42.              | Cornet V           | 04′     |
| 43.              | Mixtur VI          | 02′     |
| 44.              | Cymbel III         | 01′     |
| 45.              | Bombarde           | 16′     |
| 46.              | Tromba             | 08′     |
| 47.              | Trompet            | 08′     |
| 48.              | Clairon harmonique | 04′     |
|                  | Celesta            |         |
|                  | Chimes             |         |

| II Schwellwerk C–c4 |                 |         |
| 49.                 | Nachthorn       | 16′     |
| 50.                 | Salicional      | 16′     |
| 51.                 | Principal       | 08′     |
| 52.                 | Spissfløite     | 08′     |
| 53.                 | Gedeckt         | 08′     |
| 54.                 | Dulciana        | 08′     |
| 55.                 | Unda maris      | 08′     |
| 56.                 | Kvintaten       | 08′     |
| 57.                 | Principal       | 04′     |
| 58.                 | Fugara          | 04′     |
| 59.                 | Røhrfløite      | 04′     |
| 60.                 | Kvint           | 02 ⁄3′  |
| 61.                 | Sifflöte        | 02′     |
| 62.                 | Ters            | 01 3⁄5′ |
| 63.                 | Larigot         | 01 ⁄3′  |
| 64.                 | Septim          | 01 ⁄7′  |
| 65.                 | Sedecima        | 01′     |
| 66.                 | Mixtur IV       | 02′     |
| 67.                 | Contra Fagott 0 | 16′     |
| 68.                 | Bassethorn      | 08′     |
| 69.                 | Clarinett       | 08′     |
| 70.                 | Trompet         | 08′     |
| 71.                 | French Horn     | 08′     |
| 72.                 | Euphone         | 04′     |
|                     | Tremolo         |         |

| III Schwellwerk II C–c4 |                       |         |
| 73.                     | Geigenprinzipal       | 16′     |
| 74.                     | Røhrfløite            | 16′     |
| 75.                     | Principal major       | 08′     |
| 76.                     | Principal minor       | 08′     |
| 77.                     | Jubalfløite           | 08′     |
| 78.                     | Wienerflöte           | 08′     |
| 79.                     | Bourdon               | 08′     |
| 80.                     | Viola di Gamba        | 08′     |
| 81.                     | Gamba celeste         | 08′     |
| 82.                     | Aeoline               | 08′     |
| 83.                     | Voix celeste          | 08′     |
| 84.                     | Prestant              | 04′     |
| 85.                     | Gambette              | 04′     |
| 86.                     | Flute harmonique      | 04′     |
| 87.                     | Kleingedeckt          | 04′     |
| 88.                     | Kvint                 | 02 ⁄3′  |
| 89.                     | Piccolo               | 02′     |
| 90.                     | Terts                 | 01 3⁄5′ |
| 91.                     | Cornet V              | 08′     |
| 92.                     | Plein jeu V           | 02 ⁄3′  |
| 93.                     | Trompet               | 16′     |
| 94.                     | Trompete harmonique 0 | 08′     |
| 95.                     | Cornopean             | 08′     |
| 96.                     | Orkesteroboe          | 08′     |
| 97.                     | Vox humana            | 08′     |
| 98.                     | Clarin                | 04′     |
|                         | Harpe                 | 08′     |
|                         | Harpe                 | 04′     |
|                         | Tremolo               |         |

| IV Fernwerk C–c4 (schwellbar) |                             |        |
| 99.                           | Bourdon                     | 16′    |
| 100.                          | Viola                       | 08′    |
| 101.                          | Viola celeste               | 08′    |
| 102.                          | Bourdon                     | 08′    |
| 103.                          | Principalfløite             | 04′    |
| 104.                          | Flageolet                   | 02′    |
| 105.                          | Mixtur III                  | 02 ⁄3′ |
| 106.                          | Trompet                     | 08′    |
|                               | Pedalbourdon (aus Nr. 99) 0 | 16′    |
| 107.                          | Vox humana                  | 08′    |
|                               | Tremolo (für Nr. 107)       |        |

| IV Solowerk C–c4 (schwellbar) |                         |     |
| 108.                          | Diapason Stentor        | 08′ |
| 109.                          | Geigenprincipal         | 08′ |
| 110.                          | Grossmixtur V           | 04′ |
| 111.                          | Tuba                    | 16′ |
| 112.                          | Tuba                    | 08′ |
| 113.                          | Trompette orchestrale 0 | 08′ |
| 114.                          | Tuba                    | 04′ |

| Rückpositiv C–c4 |                 |        |
| 115.             | Mildprinzipal 0 | 08′    |
| 116.             | Violfløite      | 08′    |
| 117.             | Cor de Nuit     | 08′    |
| 118.             | Prestant        | 04′    |
| 119.             | Bachflöte       | 04′    |
| 120.             | Nasat           | 02 ⁄3′ |
| 121.             | Blockflöte      | 02′    |
| 122.             | Nachthorn       | 01′    |
| 123.             | Cymbel IV       | 01⁄2′  |
| 124.             | Ranket          | 16′    |
| 125.             | Krummhorn       | 08′    |
|                  | Tremolo         |        |

- Koppeln
  - Normalkoppeln: II/I, III/I, III/II, IV/I, IV/II, IV/III, I/P, II/P, III/P, IV/P
  - Suboktavkoppeln: II/I, II/II, III/I, III/II, III/III, IV/I, IV/II, IV/III, IV/IV
  - Oktavkoppeln: II/I, II/II, III/I, III/II, III/III, IV/I, IV/II, IV/III, IV/IV, II/P, III/P
  - Unison: II off, III off
  - Rückpositiv: RP/I, RP/II, RP/III, RP/Ped
- Anmerkungen

1. ↑  49 Töne (C-c3).
2. ↑  26 Töne (E,G-g1).
3. 1 2 3 4  ausgebaut bis c5.

### Torkildsen-Orgel von 2015
Da die seit 1960 als Chororgel genutzten Teile der Steinmeyer-Orgel wieder in die Hauptorgel im Westteil integriert wurden, wurde 2013 eine neue Chororgel in Auftrag gegeben. Sie wurde von der norwegischen Orgelbaufirma Br. Torkildsen Orgelbyggeri AS gebaut, im südlichen Triforium des Hochchores aufgestellt und am 1. Advent 2015 eingeweiht. Das Schleifladen-Instrument hat 32 Register (darunter 2 Extensionen) auf zwei Manualen und Pedal. Die Spiel- und Registertrakturen sind elektronisch. Die Orgel ist an die Steinmeyer-Orgel angebunden; beide Instrumente können sowohl vom Spieltisch der Hauptorgel, als auch vom Spieltisch der Chororgel über eine gemeinsame Setzeranlage – die über ein ausziehbares Touchscreen bedient wird – angespielt werden. Der Spieltisch der Chororgel ist zweimanualig ausgestaltet, verfügt aber über Registerwippen für das Solo- und Fernwerk der Steinmeyerorgel, da diese beiden Werke der Chororgel am nächsten platziert sind. Für die anderen Teilwerke im Westchor sind 10 Festkombinationen vorhanden.
| I Hauptwerk C– |               |     |
| 1.             | Bordun        | 16’ |
| 2.             | Principal     | 08′ |
| 3.             | Rørfløyte     | 08′ |
| 4.             | Gamba         | 08′ |
| 5.             | Oktav         | 04′ |
| 6.             | Spissfløyte   | 04′ |
| 7.             | Oktav         | 02′ |
| 8.             | Kornett III   |     |
| 9.             | Mikstur IV-V0 |     |
| 10.            | Trompet       | 08′ |

| II Schwellwerk C– |                    |         |
| 11.               | Salicional         | 16′     |
| 12.               | Principal          | 08′     |
| 13.               | Flute harmonique   | 08′     |
| 14.               | Gedakt             | 08′     |
| 15.               | Viola              | 08′     |
| 16.               | Vox Celeste        | 08′     |
| 17.               | Fugara             | 04′     |
| 18.               | Traversfløyte      | 04′     |
| 19.               | Nasat              | 03′     |
| 20.               | Waldfløyte         | 02′     |
| 21.               | Ters               | 01 3⁄5′ |
| 22.               | Mixtur IV          |         |
| 23.               | Trompet harmonique | 08′     |
| 24.               | Klarinett          | 08′     |
|                   | Tremulant          |         |

| Pedalwerk C– |                       |     |
| 25.          | Violon                | 16′ |
| 26.          | Subbass               | 16′ |
| 27.          | Principal             | 08′ |
| 28.          | Gedakt                | 08′ |
| 29.          | Oktav (aus Nr. 28)    | 04′ |
| 30.          | Basun                 | 16′ |
| 31.          | Trompet               | 08′ |
| 32.          | Klarin (aus Nr. 31) 0 | 04′ |

- Koppeln: I/I (Suboktavkoppel), II/I (auch als Suboktavkoppel), II/II (Suboktavkoppel), I/P, II/P

## Nutzung
Der Nidarosdom ist eine aktive Pfarrkirche für die Trondheimer Kirchengemeinde. Seine Orgeln werden darüber hinaus auch für Konzerte genutzt. Es gibt insgesamt fünf Chöre; der achtstimmige Knabenchor (Nidarosdomens Guttekor), dessen Repertoire vom Gregorianischen Choral bis zu Gegenwartskompositionen reicht, ist der älteste Norwegens und unternimmt neben regelmäßigen Auftritten im Gottesdienst auch Konzertreisen durch Europa und Nordamerika.
Für die Touristen aus aller Welt finden geführte Besichtigungen statt.